# Altay Spor Kulübü
L'Altay Spor Kulübü è una società polisportiva turca di Smirne, comprendente sezioni di calcio, pallacanestro, pallavolo, pallamano, taekwondo, calcio per amputati e tennis. La sua sezione calcistica milita nella TFF 2. Lig, la terza divisione del campionato turco. 
Nella propria bacheca il club bianconero vanta 2 Coppe di Turchia. Ha partecipato a 7 edizioni delle coppe europee.

## Storia
La fondazione del club risale al 1914. Nel 1923 un gruppo di componenti della società si scinde, andando a creare l'Altınordu; nel 1925 da un'altra costola dell'Altay nasce il Göztepe. Nel 1937 l'Altınordu Spor Kulübü si fonde con Altay e Bucaspor e forma l'Üçokspor, attivo con questa denominazione fino al 1939.
Prima dell'istituzione del campionato turco (avvenuta nel 1959), l'Altay vince 15 titoli della regione di Smirne.

## Cronistoria
- Primo livello (ora Süper Lig): 1958-1983, 1984-1990, 1991-2000, 2002-2003, 2021-2022
- Secondo livello (ora TFF 1. Lig): 1983-1984, 1990-1991, 2000-2002, 2003-2011, 2018-2021, 2022-
- Terzo livello (ora TFF 2. Lig): 2011-2015, 2017-2018
- Quarto livello (ora TFF 3. Lig): 2015-2017

## Rosa 2021-2022
Aggiornata al 15 gennaio 2022.
| N. |                           | Ruolo | Calciatore         |
| -- | ------------------------- | ----- | ------------------ |
| 1  | Polonia (bandiera)        | P     | Mateusz Lis        |
| 2  | Iran (bandiera)           | D     | Mohammad Naderi    |
| 4  | Svezia (bandiera)         | D     | Eric Björkander    |
| 5  | Costa d'Avorio (bandiera) | C     | Serge Arnaud Aka   |
| 6  | Turchia (bandiera)        | C     | Ceyhun Gülselam    |
| 7  | Paesi Bassi (bandiera)    | A     | Leandro Kappel     |
| 8  | Turchia (bandiera)        | C     | Zeki Yıldırım      |
| 9  | Egitto (bandiera)         | A     | Ahmed Yasser Rayan |
| 10 | Cile (bandiera)           | C     | Martín Rodríguez   |
| 11 | Costa d'Avorio (bandiera) | A     | Daouda Bamba       |
| 14 | Germania (bandiera)       | D     | Tolga Ünlü         |
| 16 | Brasile (bandiera)        | C     | Thaciano           |
| 17 | Gabon (bandiera)          | C     | André Biyogo Poko  |
| 18 | Turchia (bandiera)        | C     | Cem Özgener        |

| N. |                       | Ruolo | Calciatore         |
| -- | --------------------- | ----- | ------------------ |
| 19 | Portogallo (bandiera) | A     | Marco Paixão       |
| 20 | Turchia (bandiera)    | A     | Kazımcan Karataş   |
| 21 | Cile (bandiera)       | C     | César Pinares      |
| 28 | Turchia (bandiera)    | D     | Murat Akça         |
| 29 | Senegal (bandiera)    | C     | Khaly Thiam        |
| 30 | Turchia (bandiera)    | A     | Eren Erdoğan       |
| 35 | Turchia (bandiera)    | P     | Cihan Topaloğlu    |
| 38 | Turchia (bandiera)    | D     | İbrahim Öztürk     |
| 63 | Turchia (bandiera)    | A     | Deniz Kadah        |
| 88 | Turchia (bandiera)    | D     | Özgür Özkaya       |
| 90 | Turchia (bandiera)    | D     | Cebrail Karayel    |
| 99 | Turchia (bandiera)    | P     | Ozan Özenç         |
|    | Turchia (bandiera)    | D     | Sefa Özdemir       |
|    | Turchia (bandiera)    | C     | Murat Berkan Demir |

## Palmarès

### Competizioni nazionali
- Coppa di Turchia: 2

1966-1967, 1979-1980
- TFF 2. Lig: 1

2017-2018 (gruppo rosso)

### Competizioni regionali
- Campionato di calcio di Smirne: 15

1923-1924, 1924–1925, 1927–1928, 1928–1929, 1930–1931, 1933–1934, 1936–1937, 1937-1938, 1940–1941, 1945–1946, 1947–1948, 1950–1951, 1953–1954, 1956–1957, 1957–1958

### Altri piazzamenti
- Campionato turco:

Terzo posto: 1969-1970, 1976-1977
- Coppa di Turchia:

Finalista: 1963-1964, 1967-1968, 1971-1972, 1978-1979, 1985-1986
- Supercoppa di Turchia:

Finalista: 1967, 1980
- Coppa del Primo ministro:

Finalista: 1972, 1979, 1986
- Campionato turco di calcio (1924-1951):

Secondo posto: 1934, 1951
- TFF 1. Lig:

Vittoria play-off: 2020-2021

## Altay nelle coppe europee
| Stagione | Competizione      | Turno         | Nazione                 | Avversario      | Andata | Ritorno   | Totale |
| -------- | ----------------- | ------------- | ----------------------- | --------------- | ------ | --------- | ------ |
| 1962-63  | Coppa delle Fiere | Sedicesimi    | Italia (bandiera)       | AS Roma         | 2-3    | 1-10      | 3-13   |
| 1967-68  | Coppa delle Coppe | Sedicesimi    | Belgio (bandiera)       | Standard Liegi  | 2-3    | 0-0       | 2-3    |
| 1968-69  | Coppa delle Coppe | Sedicesimi    | Norvegia (bandiera)     | FC Lyn          | 3-1    | 1-4       | 4-5    |
| 1969-70  | Coppa delle Fiere | Trentaduesimi | Germania Est (bandiera) | Carl Zeiss Jena | 0-1    | 0-0       | 0-1    |
| 1977-78  | Coppa UEFA        | Trentaduesimi | Germania Est (bandiera) | Carl Zeiss Jena | 1-5    | 4-1       | 5-6    |
| 1980-81  | Coppa delle Coppe | Preliminiare  | Portogallo (bandiera)   | Benfica         | 0-0    | 0-4       | 0-4    |
| 1998     | Coppa Intertoto   | Primo turno   | Irlanda (bandiera)      | Shamrock Rovers | 3-1    | 2-3 (dts) | 5-4    |
|          |                   | Secondo turno | Ungheria (bandiera)     | Diósgyőri VTK   | 1-1    | 1-0       | 2-1    |
|          |                   | Terzo turno   | Francia (bandiera)      | SC Bastia       | 0-2    | 3-2 (dts) | 3-4    |

In grassetto le gare casalinghe